# Margasana (Jatilawang)
Margasana is een bestuurslaag in het regentschap Banyumas van de provincie Midden-Java, Indonesië. Margasana telt 1779 inwoners (volkstelling 2010).